# Capricornis rubidus
Espèce
Synonymes
Nemorhaedus sumatraensis rubidus
Statut de conservation UICN

 NT  : Quasi menacé
Statut CITES
Le saro carmin (Capricornis rubidus) est un mammifère de la famille des Bovidés, et de la sous-famille des Caprinés. Il vit dans le nord du Myanmar. Il est en danger d'extinction.